# إبراهيم عبد الخالق
إبراهيم عبد الخالق لاعب كرة قدم مصري دولي من مواليد 20 إبريل 1986 بمحافظة القليوبية، لاعب نادي الإسماعيلي.
بدأ مسيرته الكروية مع نادي سموحة، وفي موسم 2011/2011 تم تصعيده إلى الفريق الأول بالنادي، ثم انضم اللاعب لنادي الزمالك في موسم 2015/2016 لمدة ثلاث مواسم.

## بطولات حصل عليها
- كأس مصر (2014-2015)

## روابط خارجية
- إبراهيم عبد الخالق على موقع قاعدة بيانات كرة القدم.إي يو (الإنجليزية)
- إبراهيم عبد الخالق على موقع ناشيونال فوتبول تيمز (الإنجليزية)